# Chaetomium biapiculatum
Chaetomium biapiculatum är en svampart som beskrevs av Lodha 1964. Chaetomium biapiculatum ingår i släktet Chaetomium och familjen Chaetomiaceae.   Inga underarter finns listade i Catalogue of Life.